# Chilonatalus
Chilonatalus — рід кажанів родини Natalidae. Представники роду поширені в Південній Америці і Антильських островах.

## Види
- Chilonatalus macer
- Chilonatalus micropus
- Chilonatalus tumidifrons